# Sangha-Mbaéré

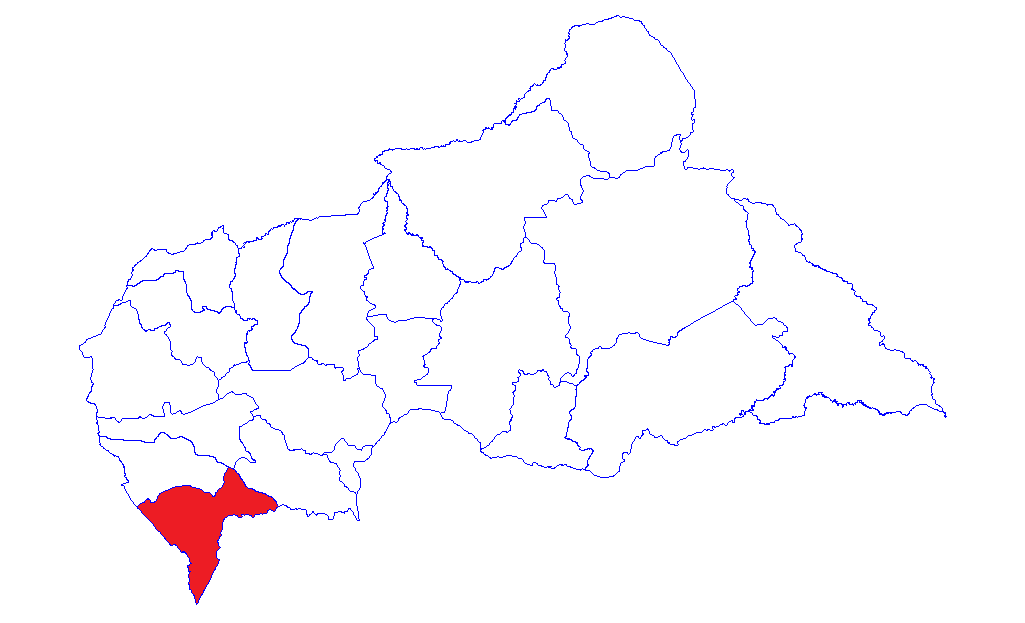
Localização de Sangha-Mbaéré

Sangha-Mbaéré é uma das 20 prefeituras da República Centro-Africana, tendo Nola como capital. A região abrange uma área de 19 412 km² e, de acordo com o último censo realizado em 2003, sua população era de 101 074 habitantes. Em 2024, estimativas oficiais apontam que a população chegou a 152 675 pessoas.
Essa prefeitura deve seu nome ao rio Sangha, que corta seu território. Sangha-Mbaéré tem 60% de seu território ocupado pela Reserva Especial Dzanga-Sangha.